# Éduard Vaucher
Édouard Vaucher (* 17. Juli 1847; † 14. August 1920) war ein französischer  lutherischer Theologe.

## Leben
Éduard Vaucher studierte protestantische Theologie in Straßburg, Leipzig und Paris. 1870 trat er der Studentenverbindung Argentina Straßburg im Wingolfsbund bei, 1872 dem Leipziger Wingolf. 1878 reichte er seine Abschlussarbeit über die Methodologie der theologischen Wissenschaften der Protestantisch-Theologischen Fakultät Paris ein, die im Vorjahr gegründet worden war, nachdem die Theologische Fakultät in Straßburg 1872 in die Kaiser-Wilhelm-Universität eingegliedert worden war. Als die Protestantisch-Theologische Fakultät Paris 1879 ausgebaut wurde, wurde Vaucher mit der Abhaltung eines Ergänzungskurses in praktischer Theologie beauftragt und wurde sodann Titularprofessor.
Bald begann Vaucher sich mit praktischer Theologie zu beschäftigen, so auch der Titel seiner 1893 vorgelegten Doktorarbeit: De la théologie practique (Über die praktische Theologie). In seinem Festvortrag zur Eröffnung des akademischen Jahres 1885/1886 warf er die Frage auf: La constitution de l’Église est-elle de droit divin? (Ist die Verfassung der Kirche göttlichen Rechtes?) 1894 veröffentlichte er seine Studie Le baptême (Die Taufe). Von 1908 bis 1920 war Vaucher Dekan der Protestantisch-Theologischen Fakultät Paris.
Vauchers letztes und wichtigstes Werk erschien 1921, nach seinem Tod: Introduction psychologique et expérimentale à la dogmatique luthérienne (Psychologische und experimentelle Einführung in die lutherische Dogmatik).